# Becky Baeling
 (octobre 2018).
Si vous disposez d'ouvrages ou d'articles de référence ou si vous connaissez des sites web de qualité traitant du thème abordé ici, merci de compléter l'article en donnant les références utiles à sa vérifiabilité et en les liant à la section « Notes et références ».
Becky Baeling est une actrice et chanteuse américaine née le 1er mai 1977 à Rochester Hills au Michigan.

## Biographie
Elle est née le 1er mai 1977 à Rochester Hills au Michigan. Elle est la fille de Wanda et Garry Bahling il est Brigadier Général et pilote de F-16 dans la Garde nationale aérienne. Elle a des origines norvégienne et écossaise. Elle étudie à l'Université du Michigan la musique, la danse et le théâtre.

## Filmographie
- 2002 : XX/XY
- 2005 : All of Us
- 2006 : Pollen
- 2008 : Dr House
- 2013 : How I Met Your Mother
- 2017 : Good Grief

## Discographie

### Albums
- Becstacy (2003)
- Le Gourou et les Femmes soundtrack (2003), I'm Gonna Fly
- Pyjama Party soundtrack (2004), Heaven Is a Place on Earth
- "Ultra Dance 04" (2004), "Getaway"
- "Maze:Miami Beach" (2004), "If You Love Me"[1]
- "Dance Diva's II" (2004), "Getaway"[2]

### Singles
- If You Love Me, #3 on Billboard Dance Chart
- Getaway, #1 on Billboard Dance Chart
- Heaven Is a Place on Earth
- Without Love covered by SUN, #1 on Billboard Dance Chart
- Diva